# Ngo-Ketunjia
Ngo-Ketunjia ist ein Département der Region Nord-Ouest in Kamerun.
Auf einer Fläche von 1126 km² leben nach der Volkszählung 2005 187.348 Einwohner.
Die Hauptstadt ist Ndop.

## Gemeinden
- Babessi
- Balikumbat
- Ndop